# Вооружённые силы Гамбии
Вооружённые силы Гамбии (англ. Gambia Armed Forces) — военная организация Республики Гамбия, предназначенная для защиты территориальной целостности и независимости государства.
Командующим национальных вооружённых сил является начальник штаба обороны.

## История
В 1901 году, когда страна была колонией Великобритании, создана гамбийская рота в составе сьерра-леонского полка Пограничных западноафриканских войск. Данное формирование участвовало в Первой и Второй мировых войнах (в последней как полк).
В 1958 году сформированы так называемые «полевые силы» («Field Force»). Они представляли собой военизированное подразделение полиции, которое в начальный период независимости (после 1965 года) насчитывали примерно 140 человек, а в 1980 году — 500.
Полноценные вооружённые силы в государстве появились лишь в 1985 году, после принятия соответствующего закона. Создание собственных войск было предусмотрено Каурским соглашением, которое оформило Конфедерацию Сенегамбия. Первоначально в их состав входили Национальная армия и Национальная жандармерия. Первая структура состояла из новобранцев и остатков полевых сил, военнослужащие проходили обучение у британцев. Жандармерия обучалась в Сенегале по французскому образцу. Параллельно была сформирована Конфедеральная армию Сенегамбии, которая на две трети состоял из сенегальцев и на одну треть из гамбийцев. Примечательно, что в национальной армии зарплаты были больше, чем в конфедеральной, что вызывало недовольство. Кроме того, остро стояла проблема коррупции и кумовства. Другой проблемой являлись взаимоотношения Гамбии и Сенегала: сенегальцы имели больший вес в армии и выделяли больше ресурсов, охраняли аэродром и порт Банжула, гамбийской столицы.
В 1990-х в национальном военном строительстве произошли изменения. Во-первых, к обучению личного состава привлечены военные из Нигерии. Во-вторых, была распущена жандармерия. В период правления военной хунты (1994—1996) и Яйя Джамме (1996—2017) в армии увеличена зарплата, улучшились условия в казармах, военные получили социальные преференции, как, например, кредиты на льготных условиях и помощь в получении образования. Помимо этого, расширена структура вооружённых сил. В 1997 году сформированы военно-морские силы, а в 2008 — национальная гвардия, в состав которой вошли несколько специализированных подразделений.
ВС Гамбии принимали участие в попытке переворота GSRP во главе с Кукои Самба Саньянгом (29 — 30 июля 1981 года), Группе наблюдателей ЭКОМОГ в Либерии (1990—1999), Офицерском перевороте (22 июля 1994 года) и противостоянии с войсками ЭКОВАС в 2017 году, хотя в это время, по приказу генерала Усмана Баждира, большая часть армии сложила оружие и отказалась поддерживать режим Яйя Джамме.

## Состав
На 1985 год численность военной организации составляла 480 человек, на 1989 год — 2 000, 1992 год — 1 000, 1995 год — 800, 2007 год — 1 000, 2009 год — 800, 2017 год — 1 000, 2018 год — 4 000.
В ВС Гамбии входят следующие структуры:
- Сухопутные войска (Национальная армия). На 2018 год в состав входили два пехотных батальона, один инженерный эскадрон и рота президентской гвардии. Армия имеет казармы в Фахаре, Юндуме, Куданге и Фарафенни[5]. Располагала восемью броневиками Ferret, четырьмя M8 Greyhound[6] и как минимум одной гаубицей M101[7].
- Военно-морские силы. Численность оценивается примерно в 500 человек[8]. По состоянию на 2015 год в распоряжении было 10 судов[9].
- Республиканская национальная гвардия. Насчитывает примерно 50 человек и состоит из подразделения государственной гвардии, подразделения спецназа и подразделения президентской гвардии.

Существуют также независимые формирования, к которым относятся:
- Оркестр Национальной армии. Основан в 1998 году майором Момоду Диббой. Это преемник бывшего оркестра Сил обороны Гамбии[10]. В его состав входят 15 солдат. В июле 2001 года оркестр выпустил альбом под названием Afingjang, записанный на студии Ndaabi[11].
- Отдел защиты детей. Основан в 2007 году и отвечает за обеспечение защиты детей военными. Сотрудничает со службами защиты детей стран ЭКОВАС[12].
- Объединённая офицерская столовая.[13]

В начале 2000-х власти также планировали создать военно-воздушные силы. В 2002 году на обучение в Украину была направлена группа пилотов, а в 2003 году у Грузии был приобретён Су-25. Однако правительство не смогло до конца реализовать программу, поэтому создание гамбийской авиации было отменено.

## Зарубежные миссии
По данным Стокгольмского международного института исследования проблем мира (SIPRI), Гамбия предоставила военнослужащих для ряда миротворческих операций, включая Сьерра-Леоне, Косово, Восточный Тимор, Эфиопия/Эритрея , Либерия, Кот-д'Ивуар, Судан, Бурунди, Афганистан, Непал и Чад. За 2003—2004 годы в зарубежные командировки в рамках кампаний ООН отправлялись более 100 человек личного состава, а за 2008—2010 — более 200; в миссиях Африканского союза в 2005—2007 годах участвовало более 200 гамбийцев; для операций ЭКОВАС в 2003 году выделено более 150 военных.